# Schweizer Parlamentswahlen 1866/Resultate Nationalratswahlen

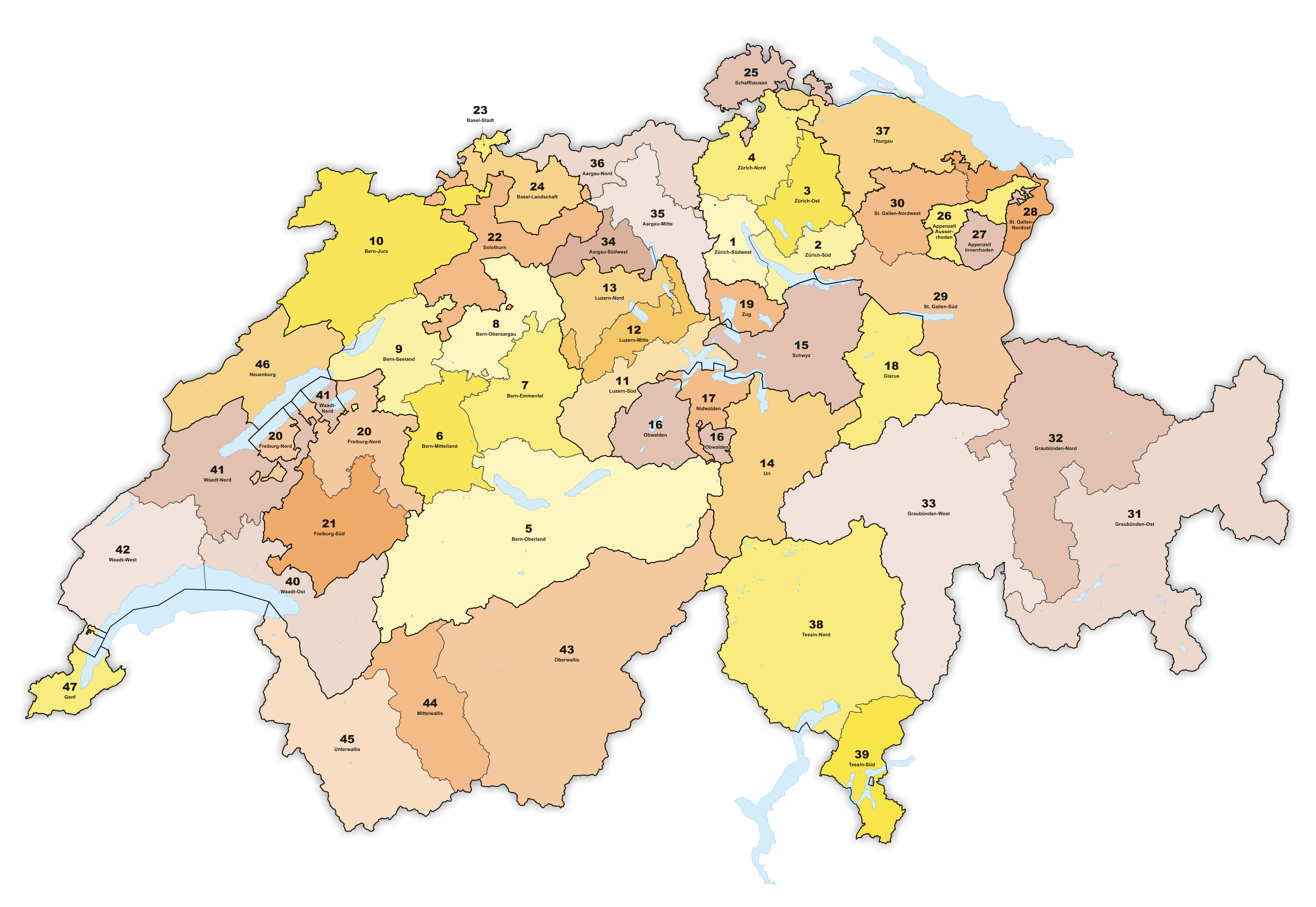
Nationalratswahlkreise von 1863 bis 1872

Die Nationalratswahlen der 7. Legislaturperiode fanden am 28. Oktober 1866 statt. Neu zu besetzen waren 128 Sitze im schweizerischen Nationalrat. Auf dieser Seite findet sich eine Übersicht über die detaillierten Resultate in den Kantonen.

## Erklärungen
Wie bei allen Wahlen vor der Einführung des heute üblichen Proporzwahlrechts im Jahr 1919 gelangte das Majorzwahlrecht zur Anwendung. Das Land war zu diesem Zweck in 47 unterschiedlich grosse Nationalratswahlkreise unterteilt, in denen ein bis fünf Sitze zu vergeben waren. Angewendet wurde die so genannte romanische Mehrheitswahl, bei der ein Kandidat die absolute Mehrheit der abgegebenen Stimmen benötigte, um gewählt zu werden. Jeder Wähler hatte so viele Stimmen, wie Sitze zu vergeben waren. In einzelnen Wahlkreisen waren bis zu vier Wahlgänge notwendig.
In den Kantonen Appenzell Ausserrhoden, Appenzell Innerrhoden, Glarus, Obwalden, Nidwalden und Uri erfolgte die Wahl durch die jeweilige Landsgemeinde. Aus diesem Grund sind keine genauen Ergebnisse verfügbar.
- Wahlkreis: Die Wahlkreise waren fortlaufend nummeriert, geordnet nach der Reihenfolge der Kantone in der schweizerischen Bundesverfassung. Aufgrund der wechselnden Anzahl Wahlkreise im Laufe der Jahre erhielten manche mehrmals eine neue Nummer. Deshalb besitzen die weiterführenden Artikel ein Lemma mit einer inoffiziellen geographischen Bezeichnung.
- Gewählte Kandidaten sind fett markiert, nicht gewählte Kandidaten sind kursiv markiert

## Parteien
Eine Zuordnung von Kandidaten zu Parteien und politischen Gruppierungen ist nur bedingt möglich, da sie nicht auf offiziellen Parteilisten kandidierten. Der politischen Wirklichkeit des 19. Jahrhunderts entsprechend kann man eher von Parteiströmungen oder -richtungen sprechen. Die verwendeten Parteibezeichnungen sind daher eine ideologische Einschätzung.
- FL = Freisinnige Linke (Freisinnige, Radikale, Radikaldemokraten)
- LM = Liberale Mitte (Liberale, Liberaldemokraten)
- KK = Katholisch-Konservative
- ER = Evangelische Rechte (evangelische/reformierte Konservative)
- DL = Demokratische Linke (extreme Linke, Demokraten)

## Ergebnisse der Nationalratswahlen

### Kanton Aargau (10 Sitze)
| Wahlkreis | Sitze | Datum                           | Wahlbe- rechtigte | Anzahl Wählende | Wahlbe- teiligung | Gewählte und Nichtgewählte                                                                                                 | Partei         | Stimmen                                          | Anteil                                           |
| --------- | ----- | ------------------------------- | ----------------- | --------------- | ----------------- | --- | -------------- | ------------------------------------------------ | ------------------------------------------------ |
| Nr. 34    | 3     | 28. Oktober 1866                | 12 221            | 9 404           | 77,0 %            | Friedrich Frey-Herosé Carl Feer-Herzog Adolf Fischer Emanuel Herosé                                                        | LM LM ER       | 08 233 07 866 07 716 01 233                      | 87,5 % 83,6 % 82,1 % 13,1 %                      |
| Nr. 35    | 4     | 28. Oktober 1866                | 18 458            | 14 713          | 79,7 %            | Peter Suter Samuel Schwarz Theodor Bertschinger Augustin Keller Alois Isler Roman Abt                                      | FL LM FL LM KK | 12 512 12 300 10 465 06 180 04 528 01 534        | 85,0 % 83,6 % 71,1 % 42,0 % 30,8 % 10,4 %        |
| Nr. 35    | 4     | 11. November 1866 (2. Wahlgang) | 18 462            | 14 788          | 80,1 %            | Alois Isler Joseph Weissenbach Robert Straub Johann Haberstich                                                             | LM FL LM       | 04 616 04 055 01 652 01 395                      | 31,2 % 27,4 % 11,2 % 09,4 %                      |
| Nr. 35    | 4     | 25. November 1866 (3. Wahlgang) | 18 434            | 15 839          | 85,9 %            | Alois Isler Joseph Weissenbach                                                                                             | LM FL          | 09 222 04 437                                    | 58,2 % 28,0 %                                    |
| Nr. 36    | 3     | 28. Oktober 1866                | 13 790            | 10 751          | 78,4 %            | Fridolin Schneider Friedrich Joseph Bürli Augustin Keller Karl von Schmid Peter Acklin Andreas Meier Karl Ludwig Baldinger | LM FL KK KK    | 06 275 05 669 05 640 03 380 02 904 01 336 01 264 | 58,4 % 52,7 % 52,5 % 31,4 % 27,0 % 12,4 % 11,8 % |
| Nr. 36    | 3     | 11. November 1866 (2. Wahlgang) | 13 790            | 10 800          | 78,3 %            | Fridolin Stäuble Karl von Schmid Raimund Schleuniger                                                                       | FL KK KK       | 04 952 03 449 00 961                             | 45,9 % 31,9 % 08,9 %                             |
| Nr. 36    | 3     | 25. November 1866 (3. Wahlgang) | 13 791            | 11 084          | 80,4 %            | Karl von Schmid Fridolin Stäuble                                                                                           | KK FL          | 05 396 05 035                                    | 48,7 % 45,4 %                                    |
| Nr. 36    | 3     | 9. Dezember 1866 (4. Wahlgang)  | 13 779            | 11 448          | 83,1 %            | Karl von Schmid Fridolin Stäuble                                                                                           | KK FL          | 07 318 03 748                                    | 63,9 % 32,7 %                                    |

### Kanton Appenzell Ausserrhoden (2 Sitze)
| Wahlkreis | Sitze | Datum            | Gewählte und Nichtgewählte                                | Partei   |
| --------- | ----- | ---------------- | --------------------------------------------------------- | -------- |
| Nr. 26    | 2     | 28. Oktober 1866 | Adolf Friedrich Zürcher Johann Ulrich Meyer Johannes Roth | LM FL FL |

### Kanton Appenzell Innerrhoden (1 Sitz)
| Wahlkreis | Sitze | Datum            | Gewählte     | Partei |
| --------- | ----- | ---------------- | ------------ | ------ |
| Nr. 27    | 1     | 28. Oktober 1866 | Alois Broger | KK     |

### Kanton Basel-Landschaft (3 Sitze)
| Wahlkreis | Sitze | Datum            | Wahlbe- rechtigte | Anzahl Wählende | Wahlbe- teiligung | Gewählte und Nichtgewählte                                                                                   | Partei         | Stimmen                             | Anteil                                    |
| --------- | ----- | ---------------- | ----------------- | --------------- | ----------------- | --- | -------------- | ----------------------------------- | ----------------------------------------- |
| Nr. 24    | 3     | 28. Oktober 1866 | 11 049            | 6 812           | 61,7 %            | Jakob Joseph Adam Stephan Gutzwiller Johann Jakob Baader Rudolf Riggenbach Emil Remigius Frey Karl Spitteler | FL FL LM DL DL | 4 594 4 515 4 416 2 294 2 198 2 105 | 67,4 % 66,3 % 64,8 % 33,7 % 32,3 % 30,9 % |

### Kanton Basel-Stadt (2 Sitze)
| Wahlkreis | Sitze | Datum            | Wahlbe- rechtigte | Anzahl Wählende | Wahlbe- teiligung | Gewählte und Nichtgewählte                                           | Partei      | Stimmen                 | Anteil                      |
| --------- | ----- | ---------------- | ----------------- | --------------- | ----------------- | -------------------------------------------------------------------- | ----------- | ----------------------- | --------------------------- |
| Nr. 23    | 2     | 28. Oktober 1866 | 4 531             | 3 016           | 66,6 %            | Johann Jakob Stehlin Wilhelm Klein Rudolf Paravicini Samuel Bachofen | LM FL ER FL | 2 564 1 781 0 979 0 308 | 85,0 % 59,1 % 32,4 % 10,2 % |

### Kanton Bern (23 Sitze)
| Wahlkreis | Sitze | Datum                           | Wahlbe- rechtigte | Anzahl Wählende | Wahlbe- teiligung | Gewählte und Nichtgewählte | Partei                     | Stimmen                                                           | Anteil                                                                       |
| --------- | ----- | ------------------------------- | ----------------- | --------------- | ----------------- | --- | -------------------------- | ----------------------------------------------------------------- | ---------------------------------------------------------------------------- |
| Nr. 5     | 4     | 28. Oktober 1866                | 18 481            | 7 188           | 38,9 %            | Carl Samuel Zyro Johann Jakob Karlen Jakob Scherz Friedrich Seiler Johann Friedrich Michel Johann Gottfried Schmid Gottlieb Schneider Jakob Karlen                    | FL FL FL                   | 3 711 2 767 2 567 2 553 2 366 1 990 1 517 1 269                   | 51,6 % 38,5 % 35,7 % 35,5 % 32,9 % 27,7 % 21,1 % 17,7 %                      |
| Nr. 5     | 4     | 11. November 1866 (2. Wahlgang) | 18 481            | 7 693           | 41,6 %            | Friedrich Seiler Johann Jakob Karlen Jakob Scherz Johann Friedrich Michel Johann Gottfried Schmid                                                                     | FL FL FL                   | 4 937 4 396 3 924 2 070 1 294                                     | 64,2 % 57,1 % 51,0 % 26,9 % 16,8 %                                           |
| Nr. 6     | 4     | 28. Oktober 1866                | 17 009            | 6 498           | 38,2 %            | Otto von Büren Rudolf Brunner August von Gonzenbach Samuel Steiner Johann Weber Karl Wilhelm von Graffenried Jakob Stämpfli Rudolf Schärer                            | ER ER FL FL                | 3 995 3 330 3 329 3 204 2 657 2 511 2 260 2 052                   | 61,5 % 51,2 % 51,2 % 49,3 % 40,9 % 38,6 % 34,8 % 31,6 %                      |
| Nr. 6     | 4     | 4. November 1866 (2. Wahlgang)  | 17 009            | 7 050           | 41,4 %            | Samuel Steiner Karl Wilhelm von Graffenried | ER FL                      | 3 562 3 201                                                       | 50,5 % 45,4 %                                                                |
| Nr. 7     | 4     | 28. Oktober 1866                | 15 624            | 7 974           | 51,0 %            | Karl Karrer Samuel Lehmann Ludwig Wyss Karl Schenk | FL FL FL                   | 5 101 5 035 5 033 5 021                                           | 64,0 % 63,1 % 63,1 % 63,0 %                                                  |
| Nr. 7     | 4     | 13. Januar 1867                 | 15 624            | 7 971           | 51,0 %            | Gottlieb Riem Fritz Bühlmann | FL ER                      | 4 663 2 269                                                       | 58,5 % 28,5 %                                                                |
| Nr. 8     | 4     | 28. Oktober 1866                | 16 923            | ca. 6 100       | 35,5 %            | Johann Bützberger Johann Rudolf Vogel Johann Weber Jakob Leuenberger                                                                                                  | FL FL FL                   | 6 073 6 051 5 977 5 925                                           | 99,6 % 99,2 % 98,0 % 97,1 %                                                  |
| Nr. 9     | 3     | 28. Oktober 1866                | 13 958            | 7 584           | 54,3 %            | Eduard Marti Jakob Stämpfli Friedrich Eggli Johann Rudolf Schneider                                                                                                   | FL FL FL                   | 4 084 3 881 3 870 ?                                               | 53,9 % 51,2 % 51,0 % ?                                                       |
| Nr. 10    | 4     | 28. Oktober 1866                | 19 022            | 8 838           | 46,5 %            | Édouard Carlin Niklaus Kaiser Cyprien Revel Paul Migy Pierre Jolissaint Xavier Kohler Auguste Moschard Casimir Folletête Abraham Boivin Victor Gouvernon Jules Meyrat | FL FL DL KK ER KK ER KK ER | 6 288 6 033 5 849 5 754 2 206 1 214 0 928 0 840 0 730 0 519 0 451 | 71,1 % 68,3 % 66,2 % 65,1 % 25,0 % 13,7 % 10,5 % 09,5 % 08,3 % 05,9 % 05,1 % |

### Kanton Freiburg (5 Sitze)
| Wahlkreis | Sitze | Datum            | Wahlbe- rechtigte | Anzahl Wählende | Wahlbe- teiligung | Gewählte und Nichtgewählte                                                               | Partei      | Stimmen                             | Anteil                                    |
| --------- | ----- | ---------------- | ----------------- | --------------- | ----------------- | ---------------------------------------------------------------------------------------- | ----------- | ----------------------------------- | ----------------------------------------- |
| Nr. 20    | 3     | 28. Oktober 1866 | 15 550            | 5 127           | 33,0 %            | Louis de Weck Laurent Chaney Alfred Vonderweid Karl Vissaula Basile Bise Julien Schaller | KK KK FL FL | 4 233 4 193 4 119 0 751 0 501 0 448 | 82,6 % 81,8 % 80,3 % 14,6 % 09,8 % 08,7 % |
| Nr. 21    | 2     | 28. Oktober 1866 | 10 523            | 3 711           | 35,3 %            | Pierre-Théodule Fracheboud Louis de Wuilleret                                            | KK KK       | 3 553 3 550                         | 95,7 % 95,7 %                             |

### Kanton Genf (4 Sitze)
| Wahlkreis | Sitze | Datum            | Wahlbe- rechtigte | Anzahl Wählende | Wahlbe- teiligung | Gewählte und Nichtgewählte                                                                                                  | Partei      | Stimmen                                   | Anteil                                           |
| --------- | ----- | ---------------- | ----------------- | --------------- | ----------------- | --- | ----------- | ----------------------------------------- | ------------------------------------------------ |
| Nr. 47    | 4     | 28. Oktober 1866 | 15 664            | 8 261           | 52,7 %            | Philippe Camperio François-Jules Pictet Charles Friderich Albert Wessel Jean-Jacques Challet-Venel Moïse Vautier James Fazy | LM LM FL FL | 7 931 4 743 4 713 4 308 4 030 3 791 3 156 | 96,3 % 57,6 % 57,2 % 52,3 % 48,9 % 46,0 % 38,3 % |

### Kanton Glarus (2 Sitze)
| Wahlkreis | Sitze | Datum            | Gewählte                    | Partei |
| --------- | ----- | ---------------- | --------------------------- | ------ |
| Nr. 18    | 2     | 28. Oktober 1866 | Joachim Heer Peter Jenny II | LM FL  |

### Kanton Graubünden (5 Sitze)
| Wahlkreis | Sitze | Datum                           | Wahlbe- rechtigte | Anzahl Wählende | Wahlbe- teiligung | Gewählte und Nichtgewählte                                                                        | Partei         | Stimmen                       | Anteil                             |
| --------- | ----- | ------------------------------- | ----------------- | --------------- | ----------------- | ------------------------------------------------------------------------------------------------- | -------------- | ----------------------------- | ---------------------------------- |
| Nr. 31    | 2     | 28. Oktober 1866                | 8 638             | 4 137           | 47,9 %            | Johann Gaudenz von Salis Hans Hold Simeon Bavier Remigius Peterelli Johann Rudolf Brosi           | FL FL LM KK FL | 2 607 1 543 0 999 0 760 0 459 | 63,0 % 37,3 % 24,1 % 18,4 % 11,1 % |
| Nr. 31    | 2     | 11. November 1866 (2. Wahlgang) | 8 638             | 4 552           | 52,7 %            | Simeon Bavier Hans Hold                                                                           | LM FL          | 2 548 1 842                   | 56,0 % 40,5 %                      |
| Nr. 32    | 2     | 28. Oktober 1866                | 8 638             | 4 426           | 51,2 %            | Johann R. von Toggenburg Alois de Latour Augustin Condrau Ludwig Vieli Johann Bartholome Caflisch | KK FL KK FL    | 2 384 1 787 1 297 0 890 0 713 | 53,9 % 40,4 % 29,3 % 20,1 % 16,1 % |
| Nr. 32    | 2     | 11. November 1866 (2. Wahlgang) | 8 638             | 5 182           | 60,0 %            | Alois de Latour Augustin Condrau                                                                  | FL KK          | 3 030 1 260                   | 58,5 % 24,3 %                      |
| Nr. 33    | 1     | 28. Oktober 1866                | 4 224             | 1 611           | 38,1 %            | Andreas Rudolf von Planta Jachen Ulrich Könz                                                      | LM LM          | 0 866 0 307                   | 53,8 % 19,1 %                      |

### Kanton Luzern (7 Sitze)
| Wahlkreis | Sitze | Datum            | Wahlbe- rechtigte | Anzahl Wählende | Wahlbe- teiligung | Gewählte und Nichtgewählte                                         | Partei      | Stimmen                       | Anteil                             |
| --------- | ----- | ---------------- | ----------------- | --------------- | ----------------- | ------------------------------------------------------------------ | ----------- | ----------------------------- | ---------------------------------- |
| Nr. 11    | 2     | 28. Oktober 1866 | 8 164             | 1 765           | 21,6 %            | Josef Martin Knüsel Josef Bucher                                   | LM FL       | 1 664 1 501                   | 94,3 % 85,0 %                      |
| Nr. 11    | 2     | 6. Januar 1867   | 8 185             | 1 096           | 13,4 %            | Josef Vonmatt                                                      | FL          | 1 046                         | 96,4 %                             |
| Nr. 12    | 2     | 28. Oktober 1866 | 7 870             | 1 740           | 22,1 %            | Philipp Anton von Segesser Vinzenz Fischer                         | KK KK       | 1 648 1 632                   | 94,7 % 93,8 %                      |
| Nr. 13    | 3     | 28. Oktober 1866 | 10 948            | 4 967           | 45,4 %            | Anton Wapf Anton Hunkeler Hans Theiler Franz Xaver Beck Jost Peyer | FL FL KK KK | 4 561 3 006 2 874 1 892 1 843 | 91,8 % 60,5 % 57,9 % 38,1 % 37,1 % |

### Kanton Neuenburg (4 Sitze)
| Wahlkreis | Sitze | Datum            | Wahlbe- rechtigte | Anzahl Wählende | Wahlbe- teiligung | Gewählte und Nichtgewählte                                                                                       | Partei         | Stimmen                                   | Anteil                                           |
| --------- | ----- | ---------------- | ----------------- | --------------- | ----------------- | --- | -------------- | ----------------------------------------- | ------------------------------------------------ |
| Nr. 46    | 4     | 28. Oktober 1866 | 20 850            | 5 495           | 26,4 %            | Alexis-Marie Piaget Jules Philippin Henri Grandjean Ami Girard Fritz Berthoud Henri Jacottet Alphonse Dupasquier | FL FL LM ER ER | 5 375 3 956 3 801 3 702 1 709 1 590 1 565 | 97,8 % 72,0 % 69,2 % 67,4 % 31,1 % 28,9 % 28,5 % |

### Kanton Nidwalden (1 Sitz)
| Wahlkreis | Sitze | Datum            | Gewählte     | Partei |
| --------- | ----- | ---------------- | ------------ | ------ |
| Nr. 17    | 1     | 28. Oktober 1866 | Alois Wyrsch | KK     |

### Kanton Obwalden (1 Sitz)
| Wahlkreis | Sitze | Datum            | Gewählte     | Partei |
| --------- | ----- | ---------------- | ------------ | ------ |
| Nr. 16    | 1     | 28. Oktober 1866 | Simon Ettlin | KK     |

### Kanton Schaffhausen (2 Sitze)
| Wahlkreis | Sitze | Datum            | Wahlbe- rechtigte | Anzahl Wählende | Wahlbe- teiligung | Gewählte und Nichtgewählte                                             | Partei   | Stimmen                 | Anteil                      |
| --------- | ----- | ---------------- | ----------------- | --------------- | ----------------- | ---------------------------------------------------------------------- | -------- | ----------------------- | --------------------------- |
| Nr. 25    | 2     | 28. Oktober 1866 | 6 900             | 5 998           | 86,9 %            | Friedrich Peyer im Hof Wilhelm Joos Heinrich Stamm Eduard Russenberger | LM DL ER | 4 241 3 552 0 794 0 701 | 70,7 % 59,2 % 13,2 % 11,7 % |

### Kanton Schwyz (2 Sitze)
| Wahlkreis | Sitze | Datum            | Wahlbe- rechtigte | Anzahl Wählende | Wahlbe- teiligung | Gewählte und Nichtgewählte     | Partei | Stimmen     | Anteil        |
| --------- | ----- | ---------------- | ----------------- | --------------- | ----------------- | ------------------------------ | ------ | ----------- | ------------- |
| Nr. 15    | 2     | 28. Oktober 1866 | 11 300            | 1 926           | 17,0 %            | Karl Styger Josef Anton Eberle | KK LM  | 1 866 1 329 | 90,7 % 96,9 % |

### Kanton Solothurn (3 Sitze)
| Wahlkreis | Sitze | Datum            | Wahlbe- rechtigte | Anzahl Wählende | Wahlbe- teiligung | Gewählte und Nichtgewählte                                 | Partei      | Stimmen                     | Anteil                      |
| --------- | ----- | ---------------- | ----------------- | --------------- | ----------------- | ---------------------------------------------------------- | ----------- | --------------------------- | --------------------------- |
| Nr. 22    | 3     | 28. Oktober 1866 | 17 007            | 10 516          | 61,8 %            | Simon Kaiser Franz Bünzli Benedikt von Arx Bernhard Hammer | FL KK FL LM | 10 325 10 087 06 619 04 067 | 98,2 % 95,9 % 62,9 % 38,7 % |

### Kanton St. Gallen (9 Sitze)
| Wahlkreis | Sitze | Datum                           | Wahlbe- rechtigte | Anzahl Wählende | Wahlbe- teiligung | Gewählte und Nichtgewählte | Partei                     | Stimmen                                               | Anteil                                                         |
| --------- | ----- | ------------------------------- | ----------------- | --------------- | ----------------- | --- | -------------------------- | ----------------------------------------------------- | -------------------------------------------------------------- |
| Nr. 28    | 3     | 28. Oktober 1866                | 17 089            | 10 862          | 63,6 %            | Johann Baptist Weder Friedrich Bernet Johannes Zündt Wilhelm Matthias Naeff Johann Ulrich Hafner Joseph Marzell Hoffmann Johann Baptist Müller Wilhelm Gonzenbuch Thomas Thoma | LM DL KK LM DL LM KK ER DL | 6 057 4 610 4 426 2 981 2 590 2 097 2 074 1 425 1 093 | 60,7 % 46,2 % 44,4 % 29,9 % 26,0 % 21,0 % 20,8 % 14,3 % 11,0 % |
| Nr. 28    | 3     | 11. November 1866 (2. Wahlgang) | 17 089            | 10 978          | 64,2 %            | Johannes Zündt Friedrich Bernet Wilhelm Matthias Naeff Gustav Adolf Saxer Johann Baptist Müller Joseph Marzell Hoffmann                                                        | KK DL LM DL KK LM          | 5 455 5 453 3 117 2 683 1 530 0 919                   | 53,5 % 53,5 % 30,6 % 26,3 % 15,0 % 09,0 %                      |
| Nr. 29    | 3     | 28. Oktober 1866                | 16 924            | 9 935           | 58,7 %            | Gallus August Suter Josef Leonhard Bernold Johann Baptist Gaudy Xaver Rickenmann Xaver Dresselli Arnold Krafft Johann Ulrich Ambühl                                            | DL LM DL KK LM             | 6 336 6 295 3 902 2 706 1 859 1 814 1 202             | 67,7 % 67,3 % 41,7 % 28,9 % 19,9 % 19,4 % 12,9 %               |
| Nr. 29    | 3     | 11. November 1866 (2. Wahlgang) | 16 924            | 9 678           | 57,2 %            | Johann Baptist Gaudy Xaver Dresselli Xaver Rickenmann | DL KK KK                   | 5 838 1 962 0 602                                     | 63,0 % 21,2 % 06,5 %                                           |
| Nr. 30    | 3     | 28. Oktober 1866                | 15 443            | 12 136          | 78,6 %            | Carl Georg Jakob Sailer Georg Friedrich Anderegg Johann M. Hungerbühler Gallus Jakob Baumgartner Johann Fridolin Müller Johann Georg Baumann                                   | FL LM FL KK KK             | 6 642 5 555 5 553 5 283 4 071 2 686                   | 57,2 % 47,8 % 47,8 % 45,5 % 35,0 % 23,1 %                      |
| Nr. 30    | 3     | 11. November 1866 (2. Wahlgang) | 15 443            | 12 294          | 79,6 %            | Georg Friedrich Anderegg Johann M. Hungerbühler Gallus Jakob Baumgartner Johann Fridolin Müller Johann Georg Baumann                                                           | LM FL KK KK                | 6 776 6 599 5 388 2 208 2 131                         | 61,8 % 60,2 % 49,1 % 20,1 % 19,4 %                             |

### Kanton Tessin (6 Sitze)
| Wahlkreis | Sitze | Datum                          | Wahlbe- rechtigte | Anzahl Wählende | Wahlbe- teiligung | Gewählte und Nichtgewählte                                                        | Partei         | Stimmen                       | Anteil                             |
| --------- | ----- | ------------------------------ | ----------------- | --------------- | ----------------- | --------------------------------------------------------------------------------- | -------------- | ----------------------------- | ---------------------------------- |
| Nr. 38    | 3     | 28. Oktober 1866               | 16 400            | 7 584           | 46,2 %            | Costantino Bernasconi Carlo Battaglini Giovanni Polar Antonio Bossi Carlo Olgiati | FL FL KK FL KK | 5 668 4 245 3 927 3 873 2 836 | 74,7 % 56,0 % 51,8 % 51,1 % 37,4 % |
| Nr. 38    | 3     | 29. Oktober 1866 (2. Wahlgang) | 16 400            | 7 882           | 48,1 %            | Giovanni Polar Giovanni Airoldi                                                   | KK FL          | 4 805 3 070                   | 61,0 % 38,9 %                      |
| Nr. 39    | 3     | 28. Oktober 1866               | 16 204            | 7 808           | 48,2 %            | Michele Pedrazzini Luigi Rusca Giovanni Jauch Carlo Antonio Forni                 | KK LM FL FL    | 5 824 5 526 5 376 2 471       | 74,6 % 70,8 % 68,9 % 31,6 %        |

### Kanton Thurgau (5 Sitze)
| Wahlkreis | Sitze | Datum            | Wahlbe- rechtigte | Anzahl Wählende | Wahlbe- teiligung | Gewählte und Nichtgewählte | Partei                  | Stimmen                                                 | Anteil                                                  |
| --------- | ----- | ---------------- | ----------------- | --------------- | ----------------- | --- | ----------------------- | ------------------------------------------------------- | ------------------------------------------------------- |
| Nr. 37    | 5     | 28. Oktober 1866 | 23 114            | 16 341          | 70,7 %            | Johann Ludwig Sulzberger Philipp Gottlieb Labhardt Johann Messmer Fridolin Anderwert Augustin Ramsperger Paul Nagel Georg Burkhardt Johann Isler | FL DL LM DL KK FL LM LM | 12 602 12 430 12 377 11 246 10 451 03 047 02 952 02 086 | 87,1 % 85,9 % 85,6 % 77,8 % 72,3 % 21,1 % 20,4 % 14,4 % |

### Kanton Uri (1 Sitz)
| Wahlkreis | Sitze | Datum            | Gewählte     | Partei |
| --------- | ----- | ---------------- | ------------ | ------ |
| Nr. 14    | 1     | 28. Oktober 1866 | Josef Arnold | KK     |

### Kanton Waadt (11 Sitze)
| Wahlkreis | Sitze | Datum                           | Wahlbe- rechtigte | Anzahl Wählende | Wahlbe- teiligung | Gewählte und Nichtgewählte                                                                                            | Partei               | Stimmen                                   | Anteil                                           |
| --------- | ----- | ------------------------------- | ----------------- | --------------- | ----------------- | --- | -------------------- | ----------------------------------------- | ------------------------------------------------ |
| Nr. 40    | 4     | 28. Oktober 1866                | 19 273            | 5 894           | 30,6 %            | Victor Ruffy Charles Cossy Louis Ruchonnet Paul Cérésole Jules Eytel Édouard Dapples                                  | FL LM FL LM FL LM    | 5 527 5 001 3 242 3 224 2 536 2 534       | 96,3 % 87,1 % 56,5 % 56,2 % 44,2 % 44,1 %        |
| Nr. 41    | 4     | 28. Oktober 1866                | 20 585            | 6 889           | 33,5 %            | Constant Fornerod Jean-Louis Demiéville Abram-Daniel Meystre Charles Bontems Georges-Louis Contesse Pierre-Isaac Joly | FL LM FL LM FL LM    | 6 484 6 448 5 329 4 257 2 143 0 864       | 97,8 % 97,2 % 80,4 % 64,2 % 32,3 % 13,0 %        |
| Nr. 41    | 4     | 6. Januar 1867                  | ca. 20 600        | 5 476           | 26,6 %            | Victor Perrin Charles Fornallaz                                                                                       | FL LM                | 3 155 1 652                               | 57,6 % 30,2 %                                    |
| Nr. 42    | 3     | 28. Oktober 1866                | 14 918            | 5 401           | 36,2 %            | Louis-Henri Delarageaz Charles Baud Henri Reymond Henri Trenchin Aymon de Gingins John Berney Antoine Rochat          | FL FL LM LM FL FL LM | 3 966 3 616 2 167 1 897 1 322 1 240 1 058 | 76,1 % 69,4 % 41,6 % 36,4 % 25,4 % 23,8 % 20,3 % |
| Nr. 42    | 3     | 11. November 1866 (2. Wahlgang) | ca. 15 000        | 4 903           | 32,7 %            | Henri Reymond Aymon de Gingins Antoine Rochat                                                                         | FL FL FL             | 3 099 1 059 0 919                         | 63,2 % 21,6 % 18,7 %                             |

### Kanton Wallis (5 Sitze)
| Wahlkreis | Sitze | Datum                           | Wahlbe- rechtigte | Anzahl Wählende | Wahlbe- teiligung | Gewählte und Nichtgewählte                                               | Partei      | Stimmen                 | Anteil                      |
| --------- | ----- | ------------------------------- | ----------------- | --------------- | ----------------- | ------------------------------------------------------------------------ | ----------- | ----------------------- | --------------------------- |
| Nr. 43    | 2     | 28. Oktober 1866                | 8 927             | 4 905           | 54,9 %            | Alexis Allet Joseph Anton Clemenz Hans Anton von Roten Adrien de Courten | KK LM KK KK | 3 805 2 113 1 848 0 992 | 77,6 % 43,1 % 37,3 % 20,2 % |
| Nr. 43    | 2     | 18. November 1866 (2. Wahlgang) | 8 927             | 4 844           | 54,3 %            | Hans Anton von Roten Joseph Anton Clemenz                                | KK LM       | 2 432 2 079             | 50,2 % 42,9 %               |
| Nr. 43    | 2     | 23. Dezember 1866 (3. Wahlgang) | 8 927             | 5 350           | 59,9 %            | Hans Anton von Roten Joseph Anton Clemenz                                | KK LM       | 2 964 2 330             | 55,4 % 43,6 %               |
| Nr. 44    | 1     | 28. Oktober 1866                | 4 707             | 2 115           | 44,9 %            | Maurice Evéquoz                                                          | KK          | 2 008                   | 94,9 %                      |
| Nr. 45    | 2     | 28. Oktober 1866                | 9 567             | 5 218           | 54,5 %            | Louis Barman Maurice-Antoine Cretton Antoine Ribordy Maurice Chappelet   | FL FL KK KK | 2 986 2 734 2 431 2 169 | 57,2 % 52,4 % 46,6 % 41,6 % |

### Kanton Zug (1 Sitz)
| Wahlkreis | Sitze | Datum            | Wahlbe- rechtigte | Anzahl Wählende | Wahlbe- teiligung | Gewählte und Nichtgewählte | Partei | Stimmen | Anteil  |
| --------- | ----- | ---------------- | ----------------- | --------------- | ----------------- | -------------------------- | ------ | ------- | ------- |
| Nr. 19    | 1     | 28. Oktober 1866 | 4 500             | 829             | 18,4 %            | Wolfgang Henggeler         | LM     | 829     | 100,0 % |

### Kanton Zürich (13 Sitze)
| Wahlkreis | Sitze | Datum                           | Wahlbe- rechtigte | Anzahl Wählende | Wahlbe- teiligung | Gewählte und Nichtgewählte | Partei            | Stimmen                                         | Anteil                                                  |
| --------- | ----- | ------------------------------- | ----------------- | --------------- | ----------------- | --- | ----------------- | ----------------------------------------------- | ------------------------------------------------------- |
| Nr. 1     | 4     | 28. Oktober 1866                | 21 804            | 10 110          | 46,4 %            | Jakob Dubs Alfred Escher Johann Jakob Treichler Hans Rudolf Zangger Georg Stoll Johann Jakob Widmer Heinrich Schmid Rudolf Stehli | LM LM DL LM LM    | 8 685 8 636 7 388 3 987 1 988 1 566 1 054 1 045 | 85,9 % 85,4 % 73,1 % 39,4 % 19,7 % 15,5 % 10,4 % 10,3 % |
| Nr. 1     | 4     | 18. November 1866 (2. Wahlgang) | 21 782            | 9 957           | 45,7 %            | Hans Rudolf Zangger Georg Stoll                                                                                                   | DL LM             | 5 527 3 046                                     | 55,5 % 30,6 %                                           |
| Nr. 1     | 4     | 23. Dezember 1866               | 21 783            | 10 606          | 48,7 %            | Rudolf Stehli Georg von Wyss Heinrich Schmid Rudolf Hess Karl Bürkli                                                              | LM ER LM DL DL    | 3 078 2 482 1 594 1 309 1 118                   | 29,0 % 23,4 % 15,0 % 12,3 % 10,5 %                      |
| Nr. 1     | 4     | 6. Januar 1867                  | 22 044            | 10 080          | 45,7 %            | Rudolf Stehli Heinrich Schmid Georg von Wyss Rudolf Hess Karl Bürkli                                                              | LM LM ER DL DL    | 3 904 1 852 1 822 1 105 0 979                   | 38,7 % 18,4 % 18,1 % 11,0 % 09,7 %                      |
| Nr. 1     | 4     | 20. Januar 1867                 | 22 144            | 12 021          | 54,3 %            | Rudolf Stehli Heinrich Schmid Georg von Wyss                                                                                      | LM LM ER          | 5 148 4 100 2 401                               | 42,8 % 34,1 % 20,0 %                                    |
| Nr. 2     | 3     | 28. Oktober 1866                | 14 781            | 11 553          | 78,2 %            | Johann Heinrich Fierz Heinrich Honegger François Wille Jakob Marti Johann Jakob Widmer Heinrich Landis                            | LM LM DL LM LM    | 9 118 7 302 4 364 3 962 3 784 1 493             | 78,9 % 63,2 % 37,8 % 34,3 % 32,8 % 12,9 %               |
| Nr. 2     | 3     | 11. November 1866 (2. Wahlgang) | 14 883            | 12 583          | 84,6 %            | Johann Jakob Widmer Jakob Marti François Wille                                                                                    | LM DL DL          | 5 141 5 096 2 051                               | 40,9 % 40,5 % 16,3 %                                    |
| Nr. 2     | 3     | 2. Dezember 1866 (3. Wahlgang)  | 14 775            | 13 590          | 92,0 %            | Johann Jakob Widmer Jakob Marti                                                                                                   | LM DL             | 6 765 6 358                                     | 49,8 % 46,8 %                                           |
| Nr. 3     | 3     | 28. Oktober 1866                | 15 270            | 7 837           | 51,3 %            | Heinrich Grunholzer Eduard Suter Johann Jakob Sulzer Johann Jakob Spiller                                                         | LM LM DL LM       | 6 680 6 506 5 200 2 652                         | 85,2 % 83,0 % 66,4 % 33,8 %                             |
| Nr. 4     | 3     | 28. Oktober 1866                | 14 821            | 10 045          | 67,8 %            | Rudolf Benz Friedrich Scheuchzer Johann Jakob Schenk Johann Meier Jakob Fehr Johann Jakob Sulzer Johann Jakob Bucher Johann Weiss | LM DL LM DL LM LM | 4 540 4 285 3 199 2 765 2 658 2 598 2 431 1 189 | 45,2 % 42,7 % 31,8 % 27,5 % 26,5 % 25,9 % 24,2 % 11,8 % |
| Nr. 4     | 3     | 18. November 1866 (2. Wahlgang) | 14 850            | 11 185          | 75,3 %            | Rudolf Benz Friedrich Scheuchzer Jakob Fehr Johann Meier Johann Jakob Schenk Johann Jakob Bucher                                  | LM DL LM LM       | 6 558 6 317 5 112 4 691 4 375 3 391             | 58,6 % 56,5 % 45,7 % 41,9 % 39,1 % 30,3 %               |
| Nr. 4     | 3     | 12. Dezember 1866 (3. Wahlgang) | 14 884            | 10 877          | 73,1 %            | Jakob Fehr Johann Jakob Schenk Johann Meier                                                                                       | DL LM LM          | 5 021 3 411 2 050                               | 46,2 % 31,4 % 18,8 %                                    |

## Ersatzwahlen bis 1869
Aufgrund von Vakanzen während der darauf folgenden 7. Legislaturperiode fanden in sieben Wahlkreisen ebenso viele Ersatzwahlen statt.
| Wahlkreis / Kanton | Ersatz für         | Datum            | Wahlbe- rechtigte | Anzahl Wählende | Wahlbe- teiligung | Gewählte und Nichtgewählte       | Partei | Stimmen           | Anteil            |
| ------------------ | ------------------ | ---------------- | ----------------- | --------------- | ----------------- | -------------------------------- | ------ | ----------------- | ----------------- |
| Nr. 1 (ZH)         | Alfred Escher      | 29. März 1868    | 21 825            | 16 719          | 76,6 %            | Alfred Escher Friedrich Locher   | LM DL  | 10 263 04 238     | 61,4 % 25,4 %     |
| Nr. 8 (BE)         | Johann Weber       | 10. Januar 1869  | ca. 17 600        | ?               | ?                 | Andreas Schmid                   | FL     | «fast einstimmig» | «fast einstimmig» |
| Nr. 19 (ZG)        | Wolfgang Henggeler | 27. Oktober 1867 | ca. 4 500         | 1 368           | 30,4 %            | Karl Josef Merz Kaspar Keiser    | FL KK  | 00 881 00 487     | 64,4 % 35,6 %     |
| Nr. 24 (BL)        | Jakob Joseph Adam  | 7. Juni 1868     | 10 499            | 3 591           | 34,2 %            | Martin Bider Emil Frey           | LM DL  | 02 431 00 748     | 67,7 % 20,8 %     |
| Nr. 35 (AG)        | Samuel Schwarz     | 10. Juni 1868    | 18 132            | 15 429          | 85,1 %            | Samuel Wildi                     | LM     | 11 431            | 74,1 %            |
| Nr. 38 (TI)        | Giovanni Polar     | 1. März 1868     | 15 023            | 5 671           | 37,7 %            | Giuseppe Soldini                 | FL     | 05 651            | 99,7 %            |
| Nr. 40 (VD)        | Victor Ruffy       | 15. März 1868    | 19 957            | 6 067           | 30,4 %            | Charles Duplan Constant Fornerod | LM FL  | 03 306 02 522     | 54,5 % 41,6 %     |

## Quelle
- Erich Gruner: Die Wahlen in den Schweizerischen Nationalrat 1848–1919. Band 3. Francke Verlag, Bern 1978, ISBN 3-7720-1445-3, S. 99–112.